# Jackson United
Jackson United är ett amerikanskt rockband som släppte sitt första album 2005. Stilen är 90-talspunk. Gruppen leds av Chris Shiflett som är mera känd som gitarrist i Foo Fighters.
Jackson United bör inte förväxlas med Jackson Five.

## Medlemmar
Nuvarande medlemmar
- Chris Shiflett – sång, sologitarr (2003– )
- Scott Shiflett – basgitarr (2003, 2004– )
- Doug Sangalang – rytmgitarr, bakgrundssång (2004– )
- Joe Sirois – trummor, bakgrundssång (2008– )

Tidigare medlemmar
- Pete Parada – trummor (2003)
- Cary Lascala – trummor (2003–2007)
- Omen Starr – basgitarr (2004)

Turnerande medlemmar
- Charlie Ellis – basgitarr (2008)

## Diskografi
Album
- 2005 – Western Ballads
- 2008 – Harmony and Dissidence

EP
- 2003 – Jackson

Singlar
- 2003 – "Fell Into"
- 2004 – "Lions Roar"
- 2004 – "All the Way"
- 2008 – "21st Century Fight Song"